# Donndorf-Museum

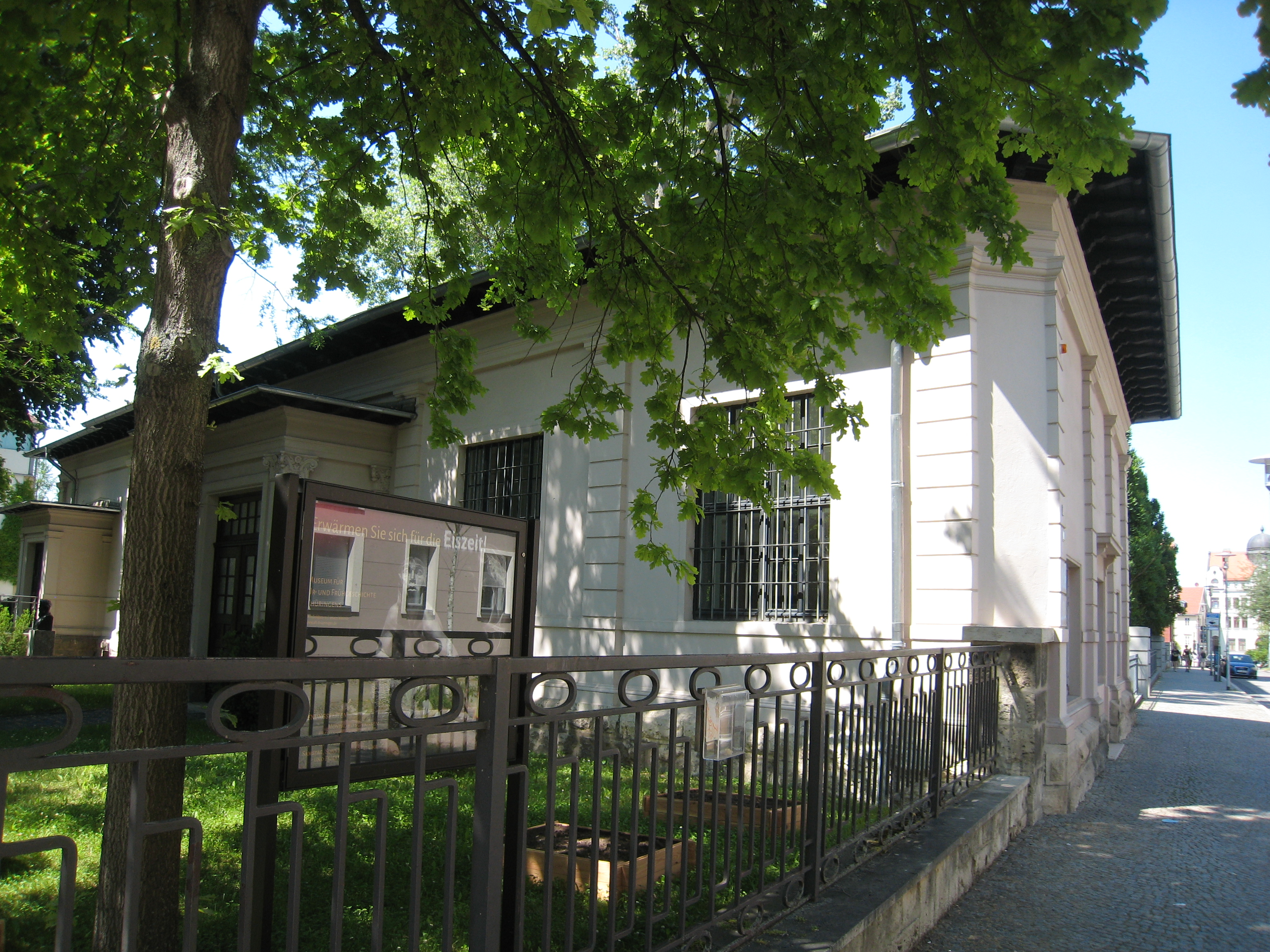
Donndorf-Museum

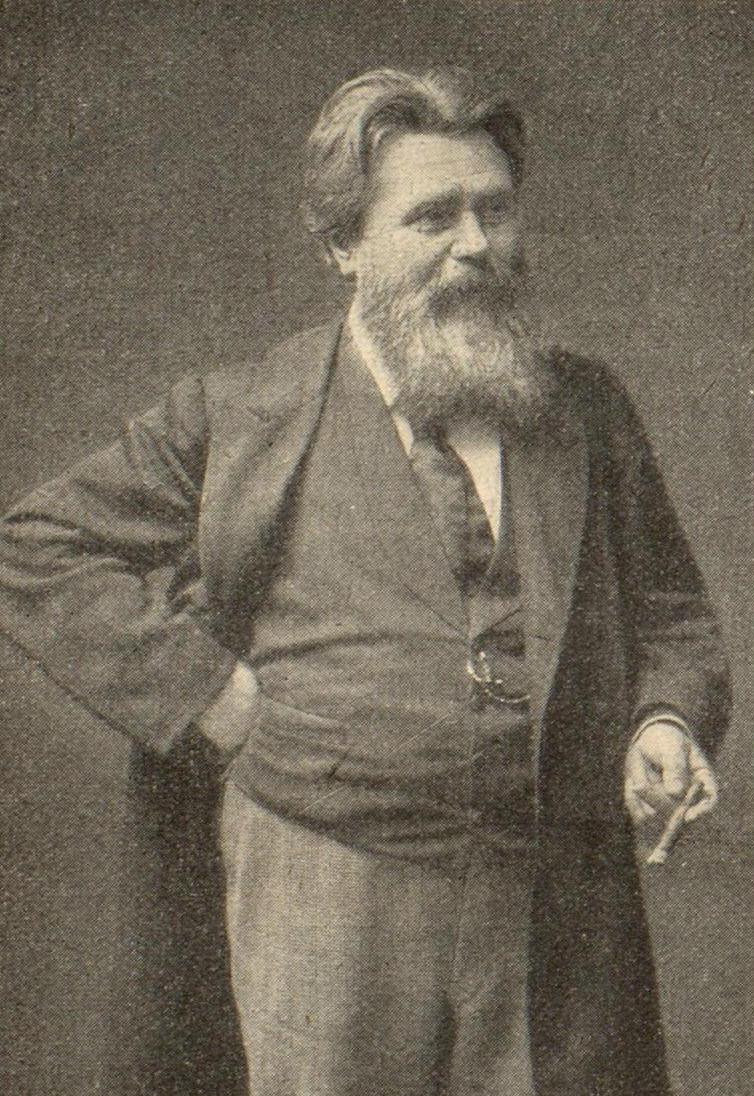
Adolf von Donndorf

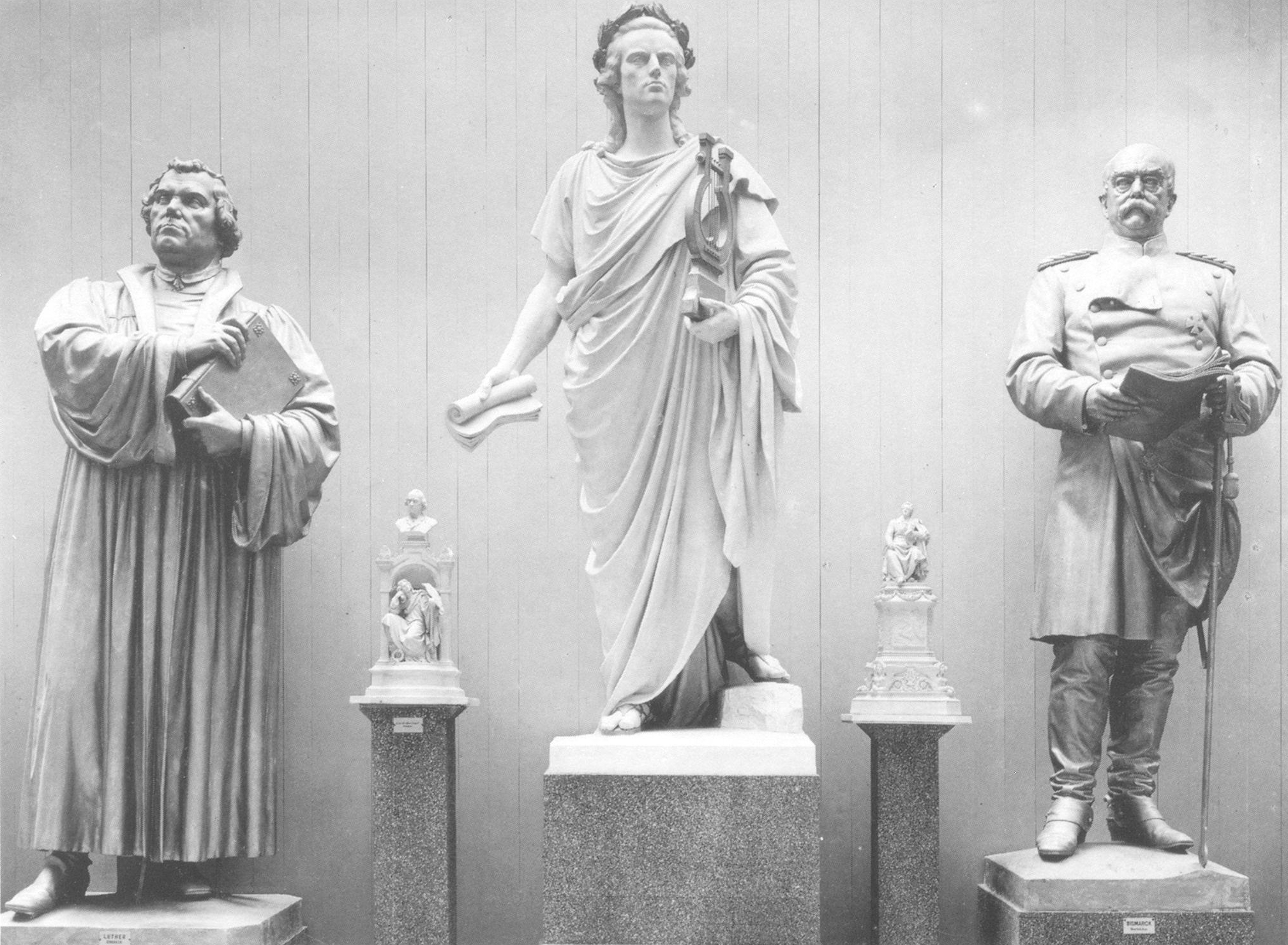
Gipsmodelle Adolf von Donndorfs

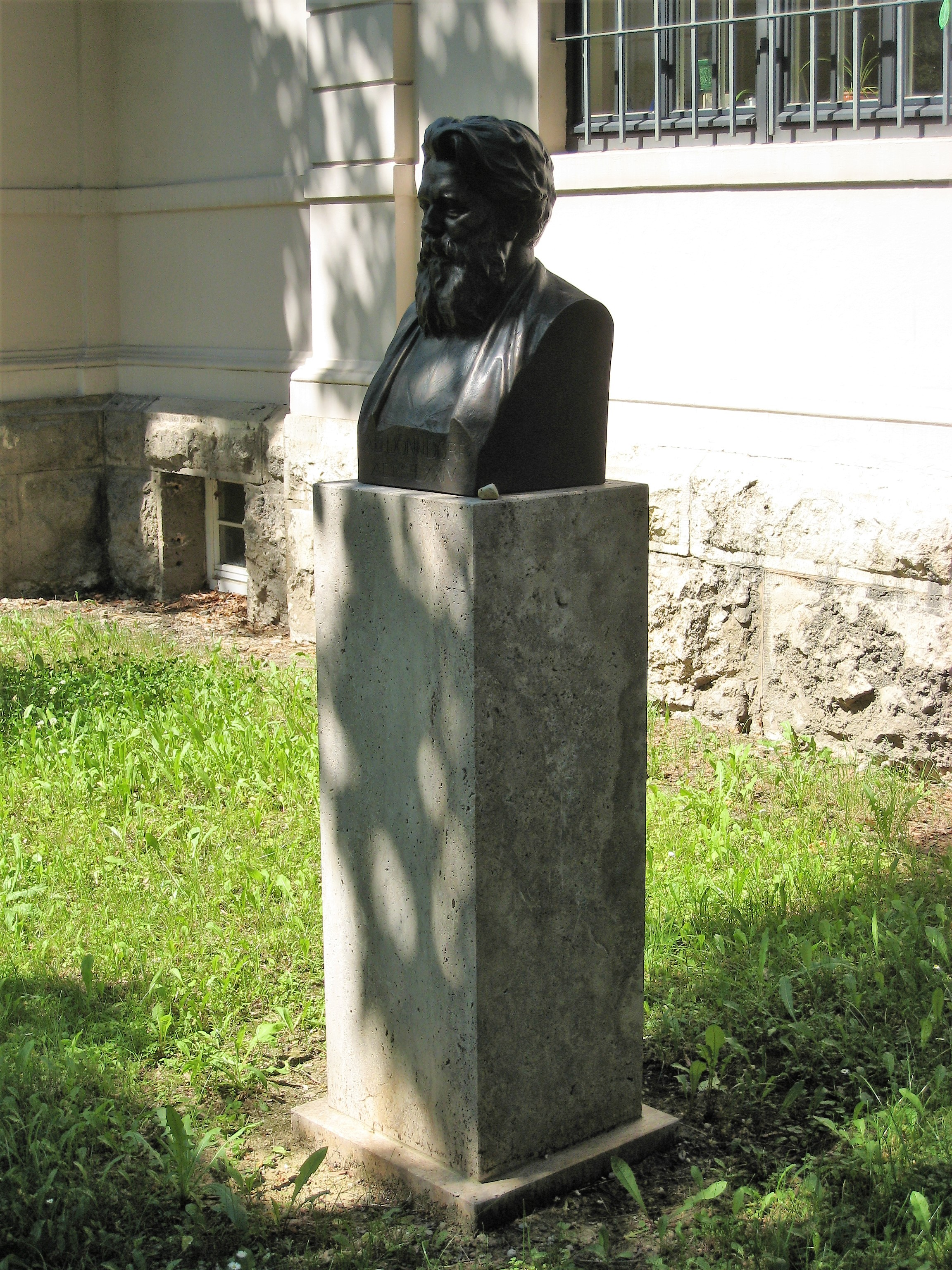
Donndorf-Denkmal

Das Donndorf-Museum war ein dem Bildhauer Adolf von Donndorf (1835–1916) gewidmetes Museum in der Weimarer Amalienstraße, auf der Hofseite des heutigen Museums für Ur- und Frühgeschichte Thüringens, wo sich auch sein Zugang befand.

## Gebäude
Das Gebäude Amalienstraße 6, also das Donndorf-Museum, ist noch erhalten und steht auf der Liste der Kulturdenkmale in Weimar (Einzeldenkmale). Es wurde 1907 ausschließlich von der Stadt Weimar finanziert und von der städtischen Baubehörde errichtet. Karl Eduard Kurth lieferte erste Entwürfe und einen Kostenanschlag, der zur Annahme der Schenkung führte. Bruno Schmidt lieferte den Entwurf, der zur Ausführung kam.
Das eingeschossige Galeriegebäude hat zwei Eingänge.

## Gipsmodellsammlung
Es gibt eine Aufnahme von Louis Held um 1907 mit den Modellen der Denkmäler von Martin Luther, Otto von Bismarck und Friedrich Schiller. Diese bildeten zugleich den Hauptteil des Museums. Es ist eine Inszenierung, eine Visualisierung einer Deutung einer teleologisch verlaufenden Geschichte, die auf die Reichsgründung hinausgelaufen sei, wonach Luther, Schiller und Bismarck eine ideelle Verwandtschaft hätten. Dabei hatte Luther den Deutschen eine gemeinsame Sprache gegeben, Schiller sei der Dichter der „deutschen Freiheit“ und damit außer Goethe der wichtigste deutsche Nationalautor, und schließlich Bismarck, der die Reichsgründung vollzog. Insgesamt hatte die Sammlung 135 Modelle.
Der Bildhauer Adolf von Donndorf hatte der Stadt und der Stätte seines langjährigen Wirkens angeboten, ihr alle Modelle seiner Werke zu schenken unter der Bedingung, dass eine Möglichkeit der öffentlichen Aufstellung geschaffen wird. Die Weimarer Stadtverwaltung akzeptierte das Geschenk, suchte und fand Plätze für ein Donndorf-Museum. Es wurde ein Saalanbau an das Posecksche Haus favorisiert, der auch verwirklicht wurde. Dies ging Ende der 1990er Jahre im Museum für Ur- und Frühgeschichte Thüringens auf.

## Schicksal der Sammlung
Während das Gebäude erhalten blieb, sind 1945 die Gipsmodelle Donndorfs, darunter die für Denkmale für Martin Luther, Bismarck, Friedrich Schiller, aber auch für das am Platz der Demokratie befindlichen Carl-August-Denkmal, verschwunden. An dieser Stelle fanden bereits in den 1920er Jahren regelmäßig Ausstellungen bekannter Weimarer Künstler statt, veranstaltet vom Verein Bildender Künstler. Später wurde der Saal als Vortragssaal des Museums für Urgeschichte genutzt, die Figuren wurden nicht mehr ausgestellt. Nur wenige davon haben sich erhalten.

## Sonderausstellung 2016
Zum 100. Todestag Donndorfs zeigten das Thüringische Landesamt für Denkmalpflege und Archäologie und die Klassik Stiftung Weimar vom 21. September bis 30. Dezember 2016 die Kabinettausstellung Prominenz in Gips. Das Weimarer Donndorf-Museum im heutigen Museum für Ur- und Frühgeschichte Thüringens. 14 Modelle wurden gezeigt.

## Donndorf-Denkmal
Vor dem ehemaligen Donndorf-Museum steht eine Stele mit dem aus Bronze gefertigten Donndorf-Porträt.
Sein Sohn Karl Donndorf schuf 1910 diese Herme in Gips. Dieses wurde in der Sonderausstellung 2016 auch ausgestellt und bildete zugleich deren Mittelpunkt. Eine dazu eingeleitete Spendenaktion machte den Bronzeabguss möglich, der in Dresden gefertigt wurde. Der Sockel entstand in Kromsdorf. Seit dem Sommer 2020 steht dieses Denkmal an seinem Bestimmungsort.